# Liste der Herrscher namens Peter
Peter ist der Name folgender Herrscher: 

## Peter I.
- Peter I. (Bulgarien), Zar (927–969)
- Peter I. (Russland),  der Große, Zar (1682–1725)
- Peter I. (Brasilien), Kaiser (1822–1831)
  - Peter I. (Aragón), König (1094–1104)
  - Peter I. (Sizilien), König (1282–1285), ist: Peter III. (Aragón)
  - Peter I. (Kastilien), König (1350–1369)
  - Peter I. (Portugal),  der Grausame, König (1357–1367)
  - Peter I. (Zypern), König von Armenien, Jerusalem und Zypern (1359–1369)
  - Peter I. (Jugoslawien), auch Petar Karadjordjevic, König (1918–1921)
    - Pietro I. Candiano, Doge von Venedig (887–888)
    - Peter I. (Savoyen), Herzog (1060–1078)
    - Pierre I. de Bourbon, Herzog (1342–1356)
    - Peter I. (Oldenburg), Herzog (1785–1829)

## Peter II.
- Peter II. (Bulgarien), Zar (1040–1041)
- Peter II. (Russland), Zar (1727–1730)
- Peter II. (Brasilien), Kaiser (1831–1889)
  - Peter II. (Aragón), König (1196–1213)
  - Peter II. (Sizilien), König (1337–1342)
  - Peter II. (Zypern), König (1369–1382)
  - Peter II. (Portugal), König (1667–1706)
  - Peter II. (Jugoslawien), auch Petar Karadjordjevic, König (1934–1945)
    - Pietro II. Candiano, Doge von Venedig (932–939)
    - Pietro II. Orseolo, Doge von Venedig (991–1008)
    - Peter II. (Savoyen), Herzog (1263–1268)
    - Pierre II. de Bourbon, Herzog (1488–1503)
    - Peter II. (Bretagne), Herzog (1450–1457)
    - Peter II. (Oldenburg), Herzog (1853–1900)
      - Peter II. (Aarberg) (* um 1300; † vor 1372), Graf von Aarberg

## Peter III.
- Peter III. (Bulgarien), Zar (1071/1072)
- Peter III. (Russland), Zar (1762)
  - Peter III. (Aragón), der Große, König (1276–1285)
  - Peter III. (Portugal), König (1777–1786)
    - Pietro III. Candiano, Doge von Venedig (942–959)

## Peter IV.
- - Peter IV. (Aragón), König (1336–1387)
  - Peter IV. (Bulgarien), Zar des Zweiten Bulgarischen Reiches
  - Peter IV. (Portugal), König (1826) ist: Peter I. (Brasilien)
  - Petar Krešimir IV., König von Kroatien (1058–1074)
    - Pietro IV. Candiano, Doge von Venedig (959–976)

## Peter V.
- - Peter V. (Aragón), König (1463–1466) war Peter von Aragón
  - Peter V. (Portugal), König (1853–1861)

## Peter (o.Z.)
- Peter (Lateinisches Kaiserreich), Peter von Courtenay, Pierre de Courtenay, Kaiser (1216–1217)
  - Péter Orseolo, König von Ungarn (1038–1041, 1044–1047)
  - Petar Svačić, König von Kroatien (1093–1097)
    - Peter Mauclerc, Herzog von Bretagne (1213–1250)
    - Petar Gojniković, Großzupan von Serbien (892–917)
    - Pedro Bordo de San Superano, Fürst von Achaea (1396–1402)
    - Pietro Tradonico, Doge von Venedig (837–864)
    - Pietro Tribuno, Doge von Venedig (888–912)
    - Pietro Badoer, Doge von Venedig (939–942)
    - Pietro Orseolo, Doge von Venedig (976–978)
    - Pietro Centranigo, Doge von Venedig (1026–1032)
    - Pietro Polani, Doge von Venedig (1130–1148)
    - Pietro Ziani (Doge), Doge von Venedig (1205–1229)
    - Pietro Gradenigo, Doge von Venedig (1289–1311)
    - Pietro Mocenigo, Doge von Venedig (1474–1476)
    - Pietro Lando, Doge von Venedig (1538–1545)
    - Pietro Loredan, Doge von Venedig (1567–1570)
    - Pietro Grimani, Doge von Venedig (1741–1752)
      - Peter (Vendôme), Graf (1230–1248)
      - Peter Graf Zrinski, Banus von Kroatien (1665–1670)

## Peter …
- Peter Ernst I. von Mansfeld, Reichsfürst

## Kirchliche Herrscher
- Petros I. Bischof von Alexandria (300–311) 
  - Peter von Aspelt, Erzbischof und Kurfürst von Mainz (1306–1320)
  - Peter von Celle, lat. Petrus Cellensis, fr. Pierre de la Celle, Bischof von Chartres (1182–1183), Abt von Montier-la-Celle, sowie geistlicher Schriftsteller
  - Peter Jelito (auch: Peter Gelyto; auch: Peter Wurst), Bischof von Chur, Bischof von Leitomischl, Erzbischof von Magdeburg und Bischof von Olmütz
  - Peter von Narbonne († vor 1130), okzitanischer Kleriker, Kreuzfahrer, sowie Erzbischof von al-Bara und Apamea
  - Peter (Bischof), († um 804/05), Bischof von Verdun, auch Petrus
  - Peter Reich von Reichenstein († 1296), von 1286 bis 1296 Bischof von Basel
  - Peter von Schleinitz († 1463), von 1434 bis 1463 Bischof von Naumburg
  - Peter I. (Niederaltaich) (um 1300–1361), 1343 bis 1361 Benediktinerabt
  - Peter I. (Ebrach) († 1404), Abt von Kloster Ebrach
  - Peter II. Scherenberger († 1658), Abt von Kloster Ebrach
  - Peter II. Pienzenauer, Domherr von Freising und von 1404 bis 1432 Reichsprälat und Propst des Klosterstifts Berchtesgaden
  - Petar I. Petrović-Njegoš, Bischof und Regent von Montenegro (1782–1830)
  - Petar II. Petrović-Njegoš, Bischof und Regent von Montenegro (1830–1851)
  - Petros II. von Alexandria, Koptischer Papst (373–380)
  - Peter III. Tomicki (1464–1535), Bischof von Krakau (1524–1535), Bischof von Przemyśl (1514–1520) und von Posen (1520–1526)